# Högskärsvraket

Högskärsvraket är ett vrak utanför Högskär i Oxelösunds kommun. Fartyget är identifierat som den holländska flöjten Jungfru Catharina, som sjönk 1747.
Det är okänt när Jungfru Katarina byggdes, hon är identifierad i skeppsarkiven första gången 1740. Med sin kapten Dirck Pietersen Reuwekamp gjord hon flera resor mellan Amsterdam och hamnar i Baltikum, bland annat Narva, Danzig, Pärnu, Königsberg, Stettin och Sankt Petersburg. I juli 1747 styrde hon in i Östersjön för sin sista resa. En tidningsartikel noterar att hon efter att ha nått Sankt Petersburg 13 oktober låg vid Kronstadt i väntan på bättre väder då hårda nordliga vindar. I protokollen dokumenterades senare att hon 28 oktober gått på Salvorev. Besättningen verkar ha fått iland henne på Fårö, där lasten delvis lossats. Fartyget slet sig dock och drev ut till havs, över till Nyköpingsskäret, där fartyget sjönk. Dirck Pietersen Reuwekamp kom i brev att beklaga sig över hur bärgningen av vax och hampa från fartyget skett på Gotland. Andra delar av lasten bärgades från vraket 1748. Ombord på vraket har senare päträffats kalk och stångjärn i lastutrymmet.
Vraket påträffades på 1970-talet och fick först namnet Högskärsryssen, då det först antogs vara ett fartyg ur den ryska flottan som sjunkit under rysshärjningarna 1719. Noggrannare undersökningar visade dock på 1980-talet att det troligen rörde sig om ett fartyg av holländskt ursprung, och fortsatta arkivstudier gjorde att vraket på 1990-talet kunde identifieras som Jungfru Catharina. I dag ligger vraket halvt begravt i sanden på botten.